# Жилавка
Жилавката е винен сорт грозде, разпространен в Сърбия, Хърватия, Черна гора, Босна и Херцеговина.
Познат е и с наименованията Жилавка мостарска и Биела жилавка.
Лозите са силно растящи и родовити. Сортът е средно устойчив на студове и сиво гниене и слабо устойчив към филоксерата и гъбични заболявания. Сортът дава добри добиви на плитки карстови почви.
Гроздето узрява в края на септември, началото на октомври. Гроздовете са средни до големи, конични или цилиндрични, плътни. Зърната са средни по размер, закръглени или овални, зелено-жълти на цвят. Едно гроздово зърно тежи 150 – 200 g.
От гроздето се получават висококачествени ароматни бели вина. Количеството на захарта в мъстта варира от 20 до 24%, като общата киселинност на жилавката е 5 – 8 грама на литър. Алкохолното съдържание на виното е 12 – 13%. Препоръчително е то да се изстуди до 12°C.